# Coenosia xanthogastrica
Coenosia xanthogastrica este o specie de muște din genul Coenosia, familia Muscidae, descrisă de Willi Hennig în anul 1961. Conform Catalogue of Life specia Coenosia xanthogastrica nu are subspecii cunoscute.